# Fritz Kaiser (Politiker, 1877)
Friedrich Kaiser (* 22. März 1877 in Langenchursdorf; † 10. September 1956 in Füssen) war ein deutscher Jurist und Politiker (NLP, DVP).

## Leben
Fritz Kaiser wurde als Sohn eines Pfarrers und Kirchenrates geboren. Nach dem Abitur an der Fürstenschule St. Augustin in Grimma nahm er ein Studium der Rechtswissenschaft an den Universitäten in Tübingen und Leipzig auf, das er 1900 mit dem Ersten und 1904 mit dem Zweiten Juristischen Staatsexamen abschloss. Während seines Studiums wurde er 1897 Mitglied der Sängerschaft Arion Leipzig. Er promovierte zum Dr. jur. und praktizierte seit 1905 als Rechtsanwalt in Dresden. Als nationalliberaler Politiker war er von 1909 bis 1918 Mitglied der Zweiten Kammer des Sächsischen Landtages.
Nach dem Ersten Weltkrieg trat Kaiser in die DVP ein. Er war von 1919 bis 1920 Mitglied der Sächsischen Volkskammer und von 1922 bis 1929 Mitglied des Sächsischen Landtages, wo er zum Vorsitzenden der DVP-Fraktion gewählt wurde. Vom 4. Januar 1924 bis 31. Januar 1929 amtierte er als Staatsminister für Volksbildung in der von Ministerpräsident Max Heldt geführten Regierung des Freistaates Sachsen. Als solcher war er gleichzeitig Bevollmächtigter Sachsens zum Reichsrat. Neben seinen politischen Funktionen war er unter anderem Mitglied im Vorstand der Sächsischen Bodencreditanstalt.

## Ehrungen
- 1928: Ehrendoktorwürde (Dr.-Ing. h. c.) der Technischen Hochschule Dresden[3]